# Onthophagus anewtoni
Onthophagus anewtoni é uma espécie de inseto do género Onthophagus da família Scarabaeidae da ordem Coleoptera.

## História
Foi descrita cientificamente pela primeira vez no ano de 2004 por Howden & Génier.